# Top Thrill Dragster
Top Thrill Dragster fue una montaña rusa de acero, de lanzamiento hidráulico, que se encuentra en el parque de atracciones de Cedar Point en Sandusky, Ohio. Fue la primera stratocoaster de la historia, al alcanzar los 128 metros de altura. Construida por Intamin AG, abrió al público el 4 de mayo de 2003. Fue una de las tres únicas stratacoasters existentes, siendo las demás Red Force (2017) en PortAventura World y Kingda Ka (2005), siendo esta la más alta del mundo, en el parque Six Flags Great Adventure, en Nueva Jersey. Tras un cierre prolongado después de que un visitante resultara gravemente herido en 2021, el parque anunció en septiembre de 2022 que Top Thrill Dragster se retiraba y sería sustituida por una nueva atracción.
Top Thrill Dragster se convirtió, en el momento de su apertura, en la tercera montaña rusa de lanzamiento hidráulico construida por Intamin AG, después de Xcelerator y Storm Runner.

## Récords
Cuando Top Thrill Dragster fue inaugurada, batió cinco nuevos récords:
- Primera montaña rusa de circuito completo en alcanzar los 128 metros de altura.
- Primera montaña rusa en alcanzar los 193 km/h usando un sistema de propulsión hidráulico.
- Montaña rusa con la caída más alta.
- Montaña rusa más rápida del mundo.
- Montaña rusa más alta del mundo.

Top Thrill Dragster fue la cuarta montaña rusa en superar la barrera de los 160 km/h. Sus predecedoras fueron las montañas rusas siguientes: Tower of Terror en Dreamworld, Australia; Superman: The Escape en Six Flags Magic Mountain en Valencia, California; y Dodonpa, en Fuji-Q Highland).
El anterior récord de altura lo tenía Superman: The Escape en Six Flags Magic Mountain (126,5 metros). Top Thrill Dragster lo rompió con sus 128 metros de altura. Kingda Ka la destronó cuando en 2005 alcanzó triunfante los 139 metros, convirtiéndose así en la montaña rusa más alta jamás construida, récord que aún ostenta.
Los récords de mayor caída lo tenían la Tower de Terror y Superman: The Escape con 100 metros, también Steel Dragon 2000 en Nagashima Spa Land en Nagashima, Japón, con 93,5 metros.
El récord de mayor velocidad lo tenía Dodonpa, con sus 172 km/h. Top Thrill Dragster le arrebató este récord al alcanzar la velocidad de 193 km/h (dependiendo del viento y otros factores).

## Atracción
Top Thrill Dragster dominaba el horizonte de Cedar Point, y era fácilmente visible desde cualquier punto del parque, así como desde ubicaciones cercanas a la península donde se ubica este. La estructura consistía en una pista blanca y roja que se apoya en una torre amarilla brillante.

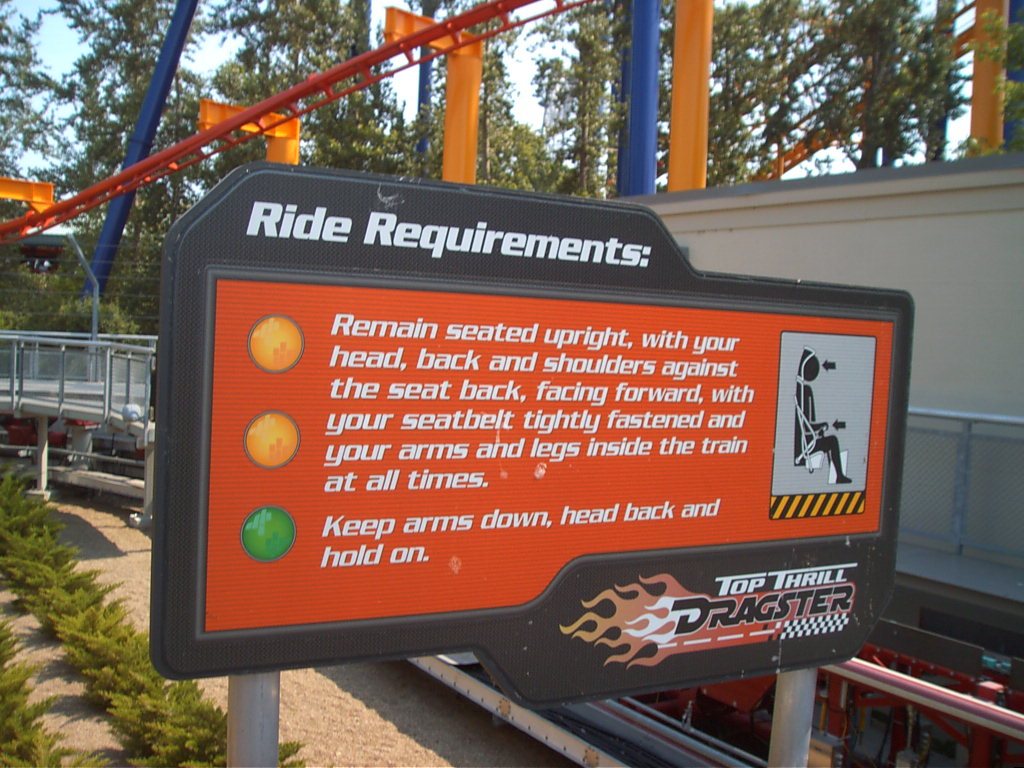
Señal en la cola

Cerca del final de la cola, esta se dividía en dos partes. Los pasajeros podían elegir si entrar por una u otra estación. En las estaciones, dos trenes se cargaban al mismo tiempo antes de que ambos fueran enviados a la zona de espera fuera de la de carga. Allí, el tren delantero se lanzaba en primer lugar y después se hacía lo mismo con el segundo. Mientras esto ocurría, dos nuevos trenes entraban en las estaciones. Muy rara vez se daba la situación de que no haya ningún tren preparado para ser lanzado.
Una vez que los pasajeros entraban en una estación, se les pedía que eligieran una cola secundaria que se correspondía con la posición en el coche donde querían viajar. A menudo, la cola para subirse en primera posición era más larga, a pesar de que muchos entusiastas insistían en que la segunda era la mejor debido a la posible incomodidad del viento o insectos. Cuando las personas se montaban en el tren, la barra de seguridad debía estar a una distancia prudente de la persona en sí. Si el supervisor declaraba que esta no está en condiciones de subirse, por ejemplo debido a sobrepeso, se le declaraba incapaz y se le bajaba de la atracción.
Una vez que todos estaban bien asegurados, el tren se dirigía a la pista de lanzamiento. A la izquierda podían ver un semáforo y escuchaban un breve mensaje: ¡"Brazos hacia abajo, cabeza hacia atrás, y aguantad"! Debido a la peligrosidad de ser acelerados a tales velocidades con los brazos en alto, el tren no se lanzaba hasta que todos lo hayan hecho. Si alguno de ellos insistía, se volvía a repetir el aviso. Si después de varias alertas alguno no los bajaba, entonces el tren se paraba por completo y se expulsaba a este de la atracción por no cumplir la normativa. De todas formas, en raras ocasiones ocurrió esto. Inmediatamente después, el dispositivo de frenado magnético de la pista de lanzamiento bajaba, el tren retrocedía unos centímetros para conectarse con el dispositivo de lanzamiento y el semáforo se ponía en color verde.
Una vez que la luz se volvía verde, el tren comenzaba su aceleración a 193 km/h en sólo 3,8 segundos. Cerca del final de la pista había una pantalla electrónica que mostraba la velocidad a la que era propulsado el tren en ese lanzamiento particular, que por lo general era un número entre 190 y 193 kilómetros por hora. Poco después de llegar a su máxima velocidad en menos de cuatro segundos, el tren comenzaba su ascenso por una cuesta que alcanza los 90° verticales, giraba hacia la izquierda, llegaba a la cima de la torre y volvían a caer recorriendo un giro hacia la derecha de 270° para finalmente entrar en la sección de frenado magnético.

## Temática
La montaña rusa se ambientaba en los vehículos de carreras, de hecho la forma del tren así lo indicaba, y muchos pilotos aseguran que la sensación al acelerar era la misma que se siente haciéndolo en un vehículo de carreras real; sin embargo, la aceleración de la Top Thrill Dragster real era mucho más grande que la de un vehículo de motor, pues normalmente un vehículo de carreras pesa alrededor de una tonelada, mientras que cada tren de la montaña rusa, vacío, pesaba 5,3 toneladas.

## Climatología
La Top Thrill Draster no funcionaba durante cualquier forma de precipitación. La lluvia, o cualquier otra forma de éstas impedía la circulación segura y el control preciso del ordenador central que controlaba la atracción. Para volver a abrirla, las condiciones climáticas debían ser óptimas. A continuación se lanzaban una serie de trenes de prueba, para comprobar que todo estaba en orden y, si era así, volvía a reabrirse. El factor determinante era el tiempo y la velocidad con la que llegaba el tren a la cima de la torra. Si el ordenador detectaba que a causa de la lluvia o cualquier otro factor las ruedas producían más fricción con la pista, el tren no se cargaba por completo para evitar que este regresara hacia atrás antes de superar la torre.
La atracción tampoco funcionaba con vientos superiores a 56 km/h. Un anemómetro en la parte superior de la torre supervisaba en todo momento la velocidad de éste.